# ترانه زیبا
ترانهٔ زیبا یا بل‌کانتو (انگلیسی: Bel Canto)  کتابی از آن پچت است که توسط انتشارات هارپرکالینز منتشر شد.
در سال ۲۰۱۸ فیلم بل کانتو بر اساس این رمان ساخته شد.